# ノマー・マザラ
- ノマー・マザーラ

ノマー・シャミール・マザラ・ヒミニアン（Nomar Shamir Mazara Jiminian, 1995年4月26日 - ）は、ドミニカ共和国サントドミンゴ出身のプロ野球選手（外野手）。左投左打。現在は、フリーエージェント（FA）。
メディアによっては「マザーラ」と表記されることもある。愛称はビッグ・チリ（Big Chill）。

## 経歴

### プロ入りとレンジャーズ時代
2011年7月に当時の中南米選手最高額の契約金495万ドルでテキサス・レンジャーズと契約してプロ入り。
2012年、傘下のルーキー級アリゾナリーグ・レンジャーズでプロデビュー。54試合に出場して打率.264、6本塁打、39打点、5盗塁を記録した。
2013年はA級ヒッコリー・クロウダッズでプレーし、126試合に出場して打率.236、13本塁打、62打点、1盗塁を記録した。
2014年はA級ヒッコリーとAA級フリスコ・ラフライダーズでプレーし、2球団合計で130試合に出場して打率.271、22本塁打、89打点、4盗塁を記録した。
2015年はAA級フリスコとAAA級ラウンドロック・エクスプレスでプレーし、2球団合計で131試合に出場して打率.296、14本塁打、69打点、2盗塁を記録した。オフの11月20日にルール・ファイブ・ドラフトでの流出を防ぐために40人枠入りした。 。
2016年の開幕はAAA級ラウンドロックで迎えたが、秋信守の故障者リスト入りに伴って4月10日にメジャー初昇格を果たした。メジャーデビューとなった同日のロサンゼルス・エンゼルス戦では「2番・右翼手」で先発起用され、5回表に相手先発のジェレッド・ウィーバーからメジャー初安打となるソロ本塁打を放った。以後、そのまま右翼のレギュラーに定着すると、最終的には145試合に出場して打率.266、20本塁打、64打点を記録した。
2017年は148試合に出場して打率.253、20本塁打、チームトップの101打点、2盗塁を記録した。
2018年は128試合に出場して打率.258、20本塁打、77打点、1盗塁を記録した。
2019年は116試合に出場して打率.268、19本塁打、66打点、4盗塁を記録した。

### ホワイトソックス時代
2019年12月10日にスティール・ウォーカーとのトレードで、シカゴ・ホワイトソックスへ移籍した。
2020年オフの12月2日にノンテンダーFAとなった。

### タイガース時代
2021年2月11日にデトロイト・タイガースと175万ドルの単年契約を結んだ。7月16日にDFAとなり、21日に自由契約となった。

### パドレス時代
2021年12月19日にサンディエゴ・パドレスとマイナー契約を結んだ。
2022年6月2日にメジャー契約を結びアクティブ・ロースター入りした。8月20日にDFAとなり、23日に自由契約となった。

### ナショナルズ傘下時代
2022年12月6日にボルチモア・オリオールズとマイナー契約を結んだが、シーズン開幕前の2023年3月27日に自由契約となった。
2023年4月14日にワシントン・ナショナルズとマイナー契約を結び、AAA級ロチェスター・レッドウィングスに配属されたが、メジャー昇格の機会はなく、7月23日に自由契約となった。

## 詳細情報

### 年度別打撃成績
| 年 度    | 球 団    | 試 合 | 打 席 | 打 数 | 得 点 | 安 打 | 二 塁 打 | 三 塁 打 | 本 塁 打 | 塁 打 | 打 点 | 盗 塁 | 盗 塁 死 | 犠 打 | 犠 飛 | 四 球 | 敬 遠 | 死 球 | 三 振 | 併 殺 打 | 打 率 | 出 塁 率 | 長 打 率 | O P S |
| -------- | -------- | ----- | ----- | ----- | ----- | ----- | -------- | -------- | -------- | ----- | ----- | ----- | -------- | ----- | ----- | ----- | ----- | ----- | ----- | -------- | ----- | -------- | -------- | ----- |
| 2016     | TEX      | 145   | 568   | 516   | 59    | 137   | 13       | 3        | 20       | 216   | 64    | 0     | 2        | 0     | 7     | 39    | 1     | 6     | 112   | 12       | .266  | .320     | .419     | .739  |
| 2017     | TEX      | 148   | 616   | 554   | 64    | 140   | 30       | 2        | 20       | 234   | 101   | 2     | 2        | 0     | 3     | 55    | 6     | 4     | 127   | 12       | .253  | .323     | .422     | .745  |
| 2018     | TEX      | 128   | 536   | 489   | 61    | 126   | 25       | 1        | 20       | 213   | 77    | 1     | 0        | 0     | 3     | 40    | 2     | 4     | 116   | 13       | .258  | .317     | .436     | .753  |
| 2019     | TEX      | 116   | 469   | 429   | 69    | 115   | 27       | 1        | 19       | 201   | 66    | 4     | 1        | 0     | 6     | 28    | 2     | 6     | 108   | 5        | .268  | .318     | .469     | .786  |
| 2020     | CWS      | 42    | 149   | 136   | 13    | 31    | 6        | 0        | 1        | 40    | 15    | 0     | 1        | 0     | 0     | 10    | 0     | 3     | 44    | 0        | .228  | .295     | .294     | .589  |
| 2021     | DET      | 50    | 181   | 165   | 12    | 35    | 5        | 2        | 3        | 53    | 19    | 0     | 0        | 0     | 1     | 15    | 0     | 0     | 45    | 4        | .212  | .276     | .321     | .597  |
| 2022     | SD       | 55    | 171   | 159   | 16    | 42    | 8        | 0        | 2        | 56    | 18    | 0     | 0        | 0     | 0     | 10    | 0     | 2     | 40    | 3        | .264  | .316     | .352     | .668  |
| MLB：7年 | MLB：7年 | 684   | 2690  | 2448  | 294   | 626   | 114      | 9        | 85       | 1013  | 360   | 7     | 6        | 0     | 20    | 197   | 11    | 25    | 592   | 49       | .256  | .315     | .414     | .729  |

- 2023年度シーズン終了時

### 年度別守備成績
| 年 度 | 球 団 | 左翼（LF） | 左翼（LF） | 左翼（LF） | 左翼（LF） | 左翼（LF） | 左翼（LF） | 右翼（RF） | 右翼（RF） | 右翼（RF） | 右翼（RF） | 右翼（RF） | 右翼（RF） |
| 年 度 | 球 団 | 試 合      | 刺 殺      | 補 殺      | 失 策      | 併 殺      | 守 備 率   | 試 合      | 刺 殺      | 補 殺      | 失 策      | 併 殺      | 守 備 率   |
| ----- | ----- | ---------- | ---------- | ---------- | ---------- | ---------- | ---------- | ---------- | ---------- | ---------- | ---------- | ---------- | ---------- |
| 2016  | TEX   | 38         | 64         | 1          | 0          | 0          | 1.000      | 112        | 236        | 6          | 2          | 2          | .992       |
| 2017  | TEX   | 47         | 77         | 2          | 3          | 0          | .963       | 92         | 155        | 6          | 3          | 0          | .982       |
| 2018  | TEX   | 2          | 3          | 0          | 0          | 0          | 1.000      | 113        | 213        | 7          | 2          | 0          | .991       |
| 2019  | TEX   | -          | -          | -          | -          | -          | -          | 101        | 192        | 4          | 1          | 0          | .995       |
| 2020  | CWS   | -          | -          | -          | -          | -          | -          | 42         | 72         | 1          | 0          | 0          | 1.000      |
| 2021  | DET   | -          | -          | -          | -          | -          | -          | 41         | 65         | 1          | 3          | 0          | .957       |
| 2022  | SD    | 3          | 2          | 0          | 0          | 0          | 1.000      | 48         | 91         | 1          | 1          | 0          | .989       |
| MLB   | MLB   | 90         | 146        | 3          | 3          | 0          | .980       | 549        | 1024       | 26         | 12         | 2          | .989       |

- 2023年度シーズン終了時

### 表彰
- ルーキー・オブ・ザ・マンス：2回 （2016年4月、5月）
- Topps ルーキーオールスターチーム（英語版） （外野手部門：2016年）

### 背番号
- 30（2016年 - 2020年）
- 15（2021年）
- 16（2022年）